# ورزشگاه ۱۹ سپتامبر اردو
ورزشگاه ۱۹ سپتامبر اردو (به ترکی استانبولی: 19 Eylül Stadyumu) یک ورزشگاه چند منظوره که بیشتر برای میزبانی مسابقات فوتبال باشگاه اردواسپور در اردو برگزار می‌شود. این ورزشگاه با گنجایش ۱۱٬۰۲۴ نفری در سال ۱۹۶۷ تأسیس شده‌است.